# 茶の本
『茶の本』（ちゃのほん、The Book of Tea）は、岡倉天心の著書。原文は英語。

## 概要
日本の茶道を欧米に紹介する目的で、1906年（明治39年）、米国ボストン美術館で中国・日本美術部長を務めていた天心が、ニューヨークの出版社から刊行した。茶道を仏教（禅）、道教、華道との関わりから広く捉え、日本人の美意識や文化を解説している。天心没後の1929年（昭和4年、岩波文庫）に邦訳された。訳者は、天心の弟・岡倉由三郎の弟子である村岡博（1895年（明治28年） - 1946年（昭和21年）年4月。山口県出身。没後の1961年6月5日、村岡の嗣子である村岡博人によって第38刷改版となった。その後、2007年4月5日に第105刷改版発行）で、約90年を経て（2019年初時点）118刷56万部に達した（2024年10月時点で第127刷）。
新渡戸稲造の『武士道』と並んで、明治期の日本人による英文著書として著名で、ジャポニズム興隆や日露戦争における勝利によって、日本への関心が高まったヨーロッパ各国（スウェーデン、ドイツ、フランス、スペインなど）でも翻訳された。世界的な名著を集めたペンギン・ブックス双書にも2016年に加えられた（著者名は本名のKakuzo Okakura）。
岡倉天心にとって「茶の本」は、現在を永遠とするための美の教典である。また、岡倉が最後に執筆したオペラ台本「白狐」は「茶の本」には、東洋と西洋を暗示する二匹の龍が玉を争う場面が描かれており、東洋と西洋が理解しあい、世界が調和することを願った岡倉の白鳥の歌である。

### 主な解説書
- 岡倉登志『岡倉天心『茶の本』の世界』ちくま新書、2024年
- 大久保喬樹『岡倉天心　茶の本』NHK出版「100分de名著ブックス」[4]、2016年
- 田中仙堂（大日本茶道学会会長）『岡倉天心「茶の本」を読む』講談社学術文庫、2017年[1]。訳・解説
- 若松英輔『岡倉天心『茶の本』を読む』岩波現代文庫、2013年

### 関連書籍
- 大橋理枝・斎藤兆史『英語で「道」を語る』放送大学教育振興会 2021年 pp.21-33（「Lesson 2 茶道/The Tea Ceremony」中で取り上げられており、原著からの引用部分も掲載されている）